# Evghenia Guțul
Evghenia Guțul z domu Bujukły ((ros.) Евгения Александровна Гуцул; ur. 5 września 1986 w Etulii w Gagauzji) – mołdawska polityk i prawnik, od 2023 baszkan Gagauzji.

## Życiorys
Z zawodu jest prawnikiem, w mediach nie podawała informacji o swojej karierze zawodowej. Przed 2023 nie była zaangażowana politycznie, następnie wstąpiła do Partii Șor. W marcu 2023 została ogłoszona kandydatką w wyborach na baszkana (gubernatora) autonomicznej Gagauzji odbywających się w kolejnym miesiącu. W trakcie kampanii prezentowała stanowisko populistyczne i prorosyjskie. W pierwszej turze zajęła pierwsze miejsce z poparciem 26,47% głosujących. W drugiej turze pokonała kandydata Partii Socjalistów Republiki Mołdawii Grigorii Uzuna, zdobywając 52,39% głosów. Stanowisko objęła z dniem 19 lipca 2023 roku.
Mężatka, ma dwójkę dzieci. Mieszka w Etulii.